# Konfederacja Nowego Romantyzmu
Konfederacja Nowego Romantyzmu – polska grupa literacka działająca w Warszawie od 1973 r.
Potrzebę zrzeszenia grup literackich (i literatów niezrzeszonych) uznających tradycję romantyzmu polskiego za podstawę programową środowiska literackiego głosił Bohdan Urbankowski w ramach warszawskiego „Forum Poetów Hybrydy” od 1970, a nieoficjalnie już wcześniej, będąc zwolennikiem tej tradycji od wczesnej młodości. Teksty programowe grupy opublikowano w 1971 (B. Urbankowski „O nowy Romantyzm”, „Radar” 1971, nr 2, oraz Jerzy Tomaszkiewicz „Romantyzm – szansa pokolenia”, „Poezja 1971 nr 12). Faktyczne jej powołanie nastąpiło 19 maja 1973 w Warszawie na spotkaniu przedstawicieli kilku grup literackich młodego pokolenia twórców. 
W 1974 ogłoszono tekst „Romantyzm dla przyszłości” („Merkuriusz”, luty 1974). 
Grupa organizowała wieczory poetyckie w klubie „Hybrydy”, skąd w 1975 została usunięta z przyczyn politycznych. Następnie przez pewien czas kontynuowano spotkania w klubie „Sigma” na UW, a po usunięciu stamtąd, w mieszkaniach prywatnych.
Jakkolwiek warunki polityczne uniemożliwiły jej jawne funkcjonowania, grupa nie ogłosiła swojego rozwiązania, kontynuując swoje istnienie jako nieformalne środowisko literackie. W 1980 r. podczas Warszawskich Konfrontacji Poetyckich odbył się jubileuszowy wieczór grupy.
Liderzy grupy w swojej późniejszej twórczości podtrzymywali głoszone przez nią założenia.
Członkami KNR (oprócz jej lidera B. Urbankowskiego) byli m.in.: Urszula Ambroziewicz, Krzysztof Barański, Marta Berowska, Marek Grala, Janina Janikowska, Janusz Jaśniak, Andrzej Kaliszewski, Barbara Kmicic-Hajdusiewicz, Edward Kostek, Janusz Kostynowicz, Zbigniew Mikołejko, Tadeusz Mocarski, Aleksander Nawrocki, Tadeusz Andrzej Olszański, Jerzy Plutowicz, Krzysztof Maria Sieniawski, Jerzy Tomaszkiewicz, Barbara Zając.